# Amâncio Rudolfo Pinheiro da Costa Ribeiro
Amâncio Rudolfo Pinheiro da Costa Ribeiro CvNSC (Porto, Cedofeita, 8 de Abril de 1840/1 — Porto, Cedofeita, 20 de Junho de 1907) foi um advogado, político e polícia português.

## Biografia
Dr. formado em Direito pela Faculdade de Direito da Universidade de Coimbra e Advogado. Foi Administrador dos Concelhos de Paredes, Santo Tirso, Póvoa de Varzim, Vila Nova de Ourém, Santarém e Sintra e Governador Civil do Distrito da Horta e depois do Distrito de Bragança.
Foi Comissário Régio junto da Companhia das Pedras Salgadas e Comissário da Polícia no Porto.
Em 1873 foi feito Cavaleiro da Real Ordem Militar de Nossa Senhora da Conceição de Vila Viçosa.
Casou com Zulmira Idalina Pinheiro. A sua filha Maria Beatriz Pinheiro (Póvoa de Varzim, Póvoa de Varzim - ?) casou no Porto, Nevogilde, Bouças, com Joaquim França de Oliveira Pacheco (Braga, Sé - ?).